# Kameʻeiamoku
Kameeiamoku (havajski Kameʻeiamoku) (? - 1802.) bio je havajski poglavica visokog ranga, savjetnik kralja Kamehamehe I. Velikog, koji je nazivan njegovim ujakom, ali mu je bio bratić.
Bio je i stric kraljice Peleuli.

## Životopis
Nije poznato kada je točno Kameʻeiamoku rođen. Njegovi su roditelji bili plemić Keawepoepoe i njegova sestra Kanoʻena. Zato su Kameʻeiamoku i njegov brat blizanac Kamanawa I. bili vrlo plemeniti, poput kraljice Keōpūolani, kćeri kralja Kīwalaʻa.
Njegova je baka bila kraljica Kalanikauleleiaiwi, a ona je bila i baka Keōue, oca kralja Kamehamehe.
Kameeiamoku je podržao Kamehamehu u borbi protiv njegova bratića Kīwalaʻa. Njegov polubrat Keeaumoku Pāpaiahiahi također je bio za Kamehamehu, a bio je i otac kraljice Kaʻahumanu.
Kameeiamoku je imao nekoliko žena. Njegova prva supruga rodila mu je Kepookalanija, a zvala se Kamakaeheikuli. Njegova druga žena, Kealiiokahekili, bila je majka Ulumaheiheija Hoapilija, a treća, Kahikoloa, rodila je Hoʻolulua.
Imao je i kćer koja se zvala Kekikipaʻa; ona se udala za Kamehamehu i Keawemauhilija.
On je bio djed Kamanawe II., Kinooleolilihe Pitman i Kapiʻolani.